# Clitocybe fragrans
Clitocybe fragrans es un hongo del género Clitocybe que se denomina "fragante" (fragrans) por su olor a anís. El píleo y el estípite son blancos. Aunque la especie es comestible, no se recomienda su consumo porque hay especies venenosas de aspecto similar.